# Martin Agricola
Martin Agricola (vlastním jménem Sore, Sorre nebo Sohr, 6. ledna 1486, Schwiebus (dnešní Świebodzin) - 10. června 1556, Magdeburg) byl německý hudební teoretik, pedagog a skladatel období renesance. Byl jedním z prvních skladatelů duchovní protestantské hudby. Jeho nejvýznamnějším teoretickým dílem je Musica instrumentalis deudsch (1529).